# Agdal (Fès)
Pour les articles homonymes, voir Agdal.

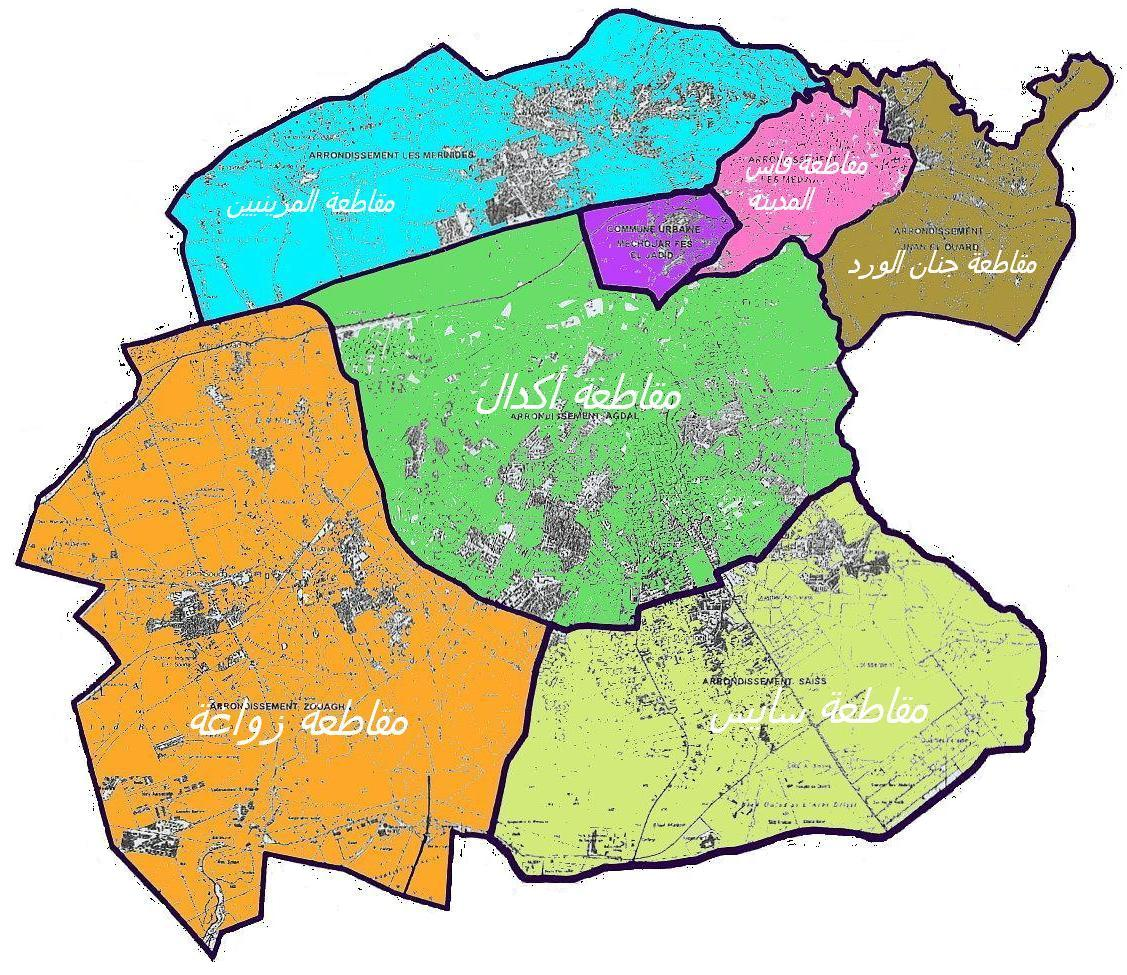
Carte des différents arrondissements de Fès: Adgal est au centre.

Agdal est l'un des six arrondissements de la ville de Fès, elle-même située au sein de la préfecture de Fès, dans la région de Fès-Meknès. 
Cet arrondissement a connu, de 1994 à 2004 (années des derniers recensements), une hausse de population, passant de 129 914 à 144 064 habitants.
Depuis 2021, le président de cet arrondissement est Mohamed Sidi Slimane El Houti[réf. souhaitée].